# ソフィア・コワレフスカヤ
ソフィア・ヴァシーリエヴナ・コワレフスカヤ（ロシア語: Со́фья Васи́льевна Ковале́вская、ローマ字表記　Sofia Vasilyevna Kovalevskaya 、1850年1月15日（ユリウス暦1月3日）モスクワ - 1891年2月10日（ユリウス暦1月29日）ストックホルム）は、ロシア帝国の数学者。愛称はソーニャ、コワレフスカヤはコヴァレフスカヤとも訳される。旧姓はコールヴィン＝クルコーフスカヤ（Корвин-Круковская）。ロシア人では初めて、ヨーロッパを含めても3番目に大学教授の地位を得た女性である。

## 家族
1850年、モスクワで生まれる。父はロシア帝国陸軍の砲兵隊将校（のちに陸軍中将）ヴァシーリイ・ヴァシーリエヴィチ・コールヴィン＝クルコーフスキー（1800年 - 1874年）であった。彼はタタール＝リトアニア＝ウクライナ系の貴族の家系であるコールヴィン＝クルコーフスキー（クリュコーフスキイとも）の一員で、ソフィアがのちに語ったところでは、父ヴァシーリイは自身をハンガリー王マーチャーシュ（マティアス・コルヴィヌス）とポーランドの勇士クルコフスキの娘のあいだにできた子の遠い子孫であり、ポーランド古来の貴族であると自負していた。1858年、彼と兄弟らが再三にわたって申請した結果、ロシア政府当局は彼らに貴族としての地位を認め、姓をコールヴィン＝クルコーフスキーとして家名に「コールヴィン」（ラテン語のCorvus: カラスに由来するクルコフスキ家の紋章）を付け加えることを許可した。ちなみに「クルコーフスキー、クルコフスキ」もポーランド語のkruk（ワタリガラス）が語源である。
母親エリザヴェータ・フョードロヴナ・シューベルトはドイツ系のロシア貴族シューベルト家の出身で、その父はペテルブルク科学アカデミー正会員で歩兵大将のフョードル・フョードロヴィチ・シューベルト、祖父はさらに著名なテオドール・シューベルト（ロシア語名フョードル・イヴァーノヴィチ・シューベルト、ペテルブルク科学アカデミー正会員の数学者・天文学者）であり、夫よりも教養豊かな女性であった。
姉に作家でパリ・コミューンにも参加した革命家のアンナ（1843年 - 1887年）、弟にロシア帝国軍の将軍になるフョードルを持つ。
ソフィアは父方の祖父がポーランド人だったこともあり、19世紀当時ロシアに制圧されていたポーランドの革命運動に対しては、他のロシア人に比べて深い理解を持っていた。

## 幼少期
ソフィアは、幼少期をヴィテプスク県・ネーヴェリ郡・ポリービノ村（現ベラルーシ共和国）で過ごした。幼少期のソフィアが数学に関心を持つようになったきっかけは父と叔父によって与えられた。父は、家の子供部屋の壁紙が足りなくなったときに、軍隊で微積分学を学んでいたころに使ったオストログラツキーの教科書を破いて貼り付けておいたので、ソフィアは数学記号を眺めながら成長することになった。叔父ピョートル・ヴァシーリエヴィチ・クルコーフスキーは独学で数学を研究したアマチュア数学者だった。ソフィアはこの変わり者の叔父に憧れ、彼から数学を教わり、子供のころから不思議に思っていた記号の意味を理解して関心を深めたという。
しかし、当時のロシアではどれだけ才能があっても女性は大学に入れなかったので（以下に見るように、彼女が功績を成し遂げたのも、それを評価したのもほとんどが外国においてのことであるのはそのためである）、ソフィアの父は彼女に数学の勉強をやめさせてしまった。そのため彼女は、家族が寝静まった夜中に借りてきた代数学の本などをこっそりと読んでいたという。
ソフィアが12歳のとき、近所に住んでいた物理学の教授が光学に関する本を彼女に与えたところ、当時まだ三角関数を知らなかったソフィアは自力でそれを解釈しようとした。彼女は三角関数が数学の歴史において展開されてきたのと同じ方法でそれについて説明してみせたので、仰天した教授は彼女を「パスカルの再来」とまで呼び、家庭教師をつけて数学の研究を続けさせてやれと彼女の父に嘆願し、父も折れたという。
上述のとおり、当時のロシア人女性は国内で高等教育を受けることができなかった。しかも夫や父親の許可証なしに家族と別居して外国へ行くこともできなかったのである。そのため、ドイツやフランスの大学へ留学することに憧れていた上流階級の進歩的な女性たちの間では、やむをえず偽装結婚する者が多かった。父から許しを貰えるとは考えられなかったのでソーニャも同じ手段をとることにして、1868年、若き地質学・古生物学者ウラジーミル・オヌーフリエヴィチ・コワレフスキーと契約結婚した。

## ヨーロッパの大学へ
1869年、コワレフスカヤはハイデルベルク大学へ出発するが、ここでも女性の入学は受け付けていないということを知らされる。何とか大学当局へ食い下がり、講師の許可を得た上で非公式の聴講生として受講する許しを得て、レオ・ケーニヒスベルガー（Leo Königsberger）の下で楕円関数を学ぶ。他にグスタフ・キルヒホフ、ヘルマン・フォン・ヘルムホルツらの物理学の講義も受け（受講はしていないがロベルト・ブンゼンとも知遇を得ている）、3学期間を優秀な成績で修了した。彼らはみな当時珍しかった女性数学研究者の才能に賛嘆している。直接指導に当たったケーニヒスベルガーは、自分の師であるカール・ワイエルシュトラスに対する尊敬の念をつねづね語っていたので、コワレフスカヤはワイエルシュトラスの下で学ぶ決意を固め、1871年にベルリン大学へ向かう。また、元々革命運動に共感していたコワレフスカヤは、この年にパリ・コミューン下のパリを訪れ、コミューンの負傷者の看護を行っている。のちには、姉アンナの夫で革命家のヴィクトル・ジャクラルの監獄からの救出にも手を貸している。
ワイエルシュトラスははじめコワレフスカヤの弟子入りを断ろうと思い、テストを兼ねて難しい問題を出すが、彼女が難なく解いたのを見てその才能を知り、以後ワイエルシュトラスはコワレフスカヤが早すぎる死を迎えるまで、公私にわたる指導者・協力者となる。ワイエルシュトラスは彼女を自分の講義に迎え入れようとするが、しかしここでも女性であるがゆえに大学評議員会から拒否されたため、コワレフスカヤの家庭教師として、4年間にわたって個人的な薫陶を授ける。

## 全盛期の業績
4年間のワイエルシュトラスの指導を受けたコワレフスカヤは3つの論文をまとめ、1874年、ゲッティンゲン大学からイン・アブセンティア（in absentia;口頭試験の免除）で数学の学位が授与された。これらの論文のテーマは「偏微分方程式についての理論」「（それを適用した）土星の環の形についての研究」「アーベル積分についての研究」である。特にクレレ誌（Crelle's Journal ）に発表された偏微分方程式についての研究は、初期値問題の解の存在と一意性を示したもので、現在では「コーシー＝コワレフスカヤの定理」として知られる（コーシーが特異解を、コワレフスカヤが一般解を与えて理論を完成させた）。また「第3種アーベル積分の明瞭なある区分の還元について」と題されたアーベル積分に関する論文は、ワイエルシュトラスの研究を拡張させたもので、アーベル積分をより簡単な楕円積分に帰着させる方法を与えている。その後、この論文は1848年にアクタ・マセマティカ誌に掲載された。 
この年、夫ウラジーミルとの仲は契約結婚から本当の結婚になっている。また、同年に彼女はロシアへ戻ったが、この学位とワイエルシュトラスの強い推挙により数学者としての名声は知れ渡っていたにもかかわらず、やはりサンクトペテルブルク大学で職を得ることはできず、声が掛かった中で最もマシな職は小学校の算数の先生であったという。落胆の上に父の死なども重なったため、コワレフスカヤは気晴らしのため社交界デビューしたり文学に手を染めたりなどして（コワレフスカヤの文才については「その他」を参照）、以後6年間にわたり数学からは手を引くこととなり、ワイエルシュトラスとの交友も途絶える。容姿が優れていたため社交界では有名になるが、1878年に娘を産んで周りが静かになったのをきっかけにして再び数学への情熱が目覚める。
1880年、コワレフスカヤはモスクワへ行くが、大学で博士号試験を受けることは認められなかった。翌年、教授職を得るため彼女はモスクワを去り、ワイエルシュトラスを頼ってベルリンとパリへ向かった。モスクワを去ったのには、事業に失敗して以降彼女と意見の合わなくなっていた夫との別居という意味も含まれていた。
1882年から彼女は結晶体における光の屈折に関する研究に打ち込み、3本の論文を執筆する（ただし、この論文が依拠していたガブリエル・ラメの研究に含まれているのと同じ誤りをおかしていることが、1916年ヴィト・ヴォルテラによって指摘された）。
1883年3月、パリ滞在時に夫コワレフスキーが自殺。ショックを受けた彼女は、引きこもり、拒食、失神、目を覚ますと同時に手元のノートに数式を書きなぐる、という荒んだ生活を続けることになったが、同年の秋には立ち直った。
1884年秋、ミッタク＝レフラー（スウェーデンの数学者。コワレフスカヤと同じくワイエルシュトラスの弟子で、彼の伝記も書いた。関数論、楕円関数論、アーベル関数論など。当時ストックホルム大学の学長だった）の招聘により、ついにストックホルム大学の非常勤講師の地位を得て、のち1889年にはロシア人女性としては初の大学教授になった。ストックホルムは彼女の終生の地となる。
終生の地となるストックホルムで教授職を務める一方、アーベル関数についての新しい理論を適用することにより論文『固定点をめぐる剛体の回転について』を完成させ、1888年にこの研究論文に対してパリの科学アカデミーからボルダン賞が与えられた。この論文の重要性は疑いようもないものだったので、賞金が当初予定されていた3000フランから5000フランに増額されたという。1889年、この分野における第2の研究成果によってスウェーデン科学アカデミー賞を受賞した。また同年、チェビシェフらの推挙によってコワレフスカヤはサンクトペテルブルク科学アカデミー初の女性メンバーになった。
1891年、コワレフスカヤはストックホルムでインフルエンザと肺炎を併発し、41歳の若さで没した。

## その他
- コワレフスカヤは、フョードル・ドストエフスキーと知り合って彼に淡い恋心を抱き、注意を引くためにドストエフスキーが好きなベートーベンのピアノ・ソナタ「悲愴」の練習までしたが、ドストエフスキーは姉のアンナにしか関心をもたなかったという。
- 1956年と1985年にはソ連でコワレフスカヤの伝記映画が作られている。
- ノーベル賞に数学賞がないのは、コワレフスカヤに振られたノーベルが、彼女と親しくノーベル数学賞があったら受賞していたかもしれないミッタク＝レフラーに嫉妬したためではないかという俗説がある。
- 晩年には幼少期の思い出をつづった自伝的小説を執筆しており（ミッタク＝レフラーの妹で友人の文学者アン・シャロット・レフラーが執筆協力）、ロシアやスウェーデンをはじめとして世界各国で極めて高い評価を受けている。日本では野上彌生子による翻訳がある[2]。他に小説と戯曲が1篇ずつ残されている。
- トマス・ピンチョンがコワレフスカヤを題材にした小説を執筆していると噂された。その後、2006年に発表された『逆光 (Against the Day)』ではコワレフスカヤの名が数度言及され、別の名前の女性数学者が登場する。
- カナダの作家アリス・マンローの短編作品『あまりに幸せ (Too Much Happiness)』はコワレフスカヤを題材にしている。この短編が収録された短編集の邦題は別作品からとった『小説のように（英語版）』だが、原著のタイトルはこの作品のものである。